# Stratiomys melastoma
Stratiomys melastoma är en tvåvingeart som först beskrevs av Friedrich Hermann Loew 1866.  Stratiomys melastoma ingår i släktet Stratiomys och familjen vapenflugor. Inga underarter finns listade i Catalogue of Life.